# Савёлов, Иван Петрович (меньшой)
Иван Петрович Савёлов (меньшой) — думный дворянин, стольник, полковник, родной брат патриарха Московского Иоакима.

## Биография
Родился в XVII веке, в семье царского кречетника — можайского помещика Петра Иванова сына Савёлова и Евфимии Реткиной (в иночестве Евпраксии). Дед — тоже сокольник, Иван Осенний Софронович. У Ивана Петровича Савёлова было трое братьев: Иван, Павел и Тимофей, а также две сестры, одну из которых, как и мать, звали Евфимия.
Начал службу в Литовском и Немецком походах 1654—1656 годов. В 1657 году под Псковом и в 1659 году в Конотопском сражении был трижды ранен. В Конотопском сражении он участвовал вместе со своими братьями. В 1660 году участвовал в бою под селом Губаревым. В 1665 году был воеводой в Усерде Белгородской засечной черты. В 1671 году вместе с братьями под началом Юрия Долгорукова участвовал в подавлении восстания Степана Разина.
В 1675 году в чине рейтарского подполковника пожалован в стольники. В 1676—1679 годах — воевода в Туруханске. В 1687 году принимал участие в Крымских походах (помимо него, в них участвовали другие члены многочисленной семьи Савёловых: Герасим Павлович, Гавриил Павлович, Афанасий Тимофеевич, Богдан Яковлевич). В 1688 году был пожалован в думу. В 1692 году был воеводой в Нежине.
С началом массового судостроения 10 января 1697 года направлен в Воронежский край. Указом Петра I ему предписывалось осмотреть, описать и распределить лес по 52 кумпанствам.
В 1698 году Иван Савёлов удалился от мира и принял иночество под именем Иоаким в Московском Новоспасском монастыре. Впоследствии стал иеромонахом. Год его смерти неизвестен.

## Семья
Жена: Пелагея Куприяновна. Умерла в 1697 году.
Дети: Марья (вышла замуж за стольника Л. М. Глебова) и Антон.

## Поместья
По разделу 3 января 1677 года получил треть села Никольское Переславль-Залесского уезда, Борисоглебского стана, Марининской волости и деревни Малые Горки, Ветчи, Лачуги и Цепнино.